# Kings of the Wild Frontier
Albums de Adam and the Ants
Dirk Wears White Sox
(1979) Prince Charming
(1981)
Kings of the Wild Frontier est le deuxième album d'Adam and the Ants.

## Titres
| No  | Titre                      | Durée |
| --- | -------------------------- | ----- |
| 1.  | Dog Eat Dog                |       |
| 2.  | Antmusic                   |       |
| 3.  | Los Rancheros              |       |
| 4.  | Feed Me to the Lions       |       |
| 5.  | Ants Invasion              |       |
| 6.  | Killer in the Home         |       |
| 7.  | Kings of the Wild Frontier |       |
| 8.  | The Magnificent 5          |       |
| 9.  | Don't Be Square (Be There) |       |
| 10. | Jolly Roger                |       |
| 11. | Making History             |       |
| 12. | The Human Beings           |       |

Toutes les chansons ont été écrites par Adam Ant et Marco Pirroni.
L'album est référencé dans l'ouvrage Les 1001 albums qu'il faut avoir écoutés dans sa vie.

## Source
- (en) Kings of the Wild Frontier